# Rừng ẩm cận nhiệt đới Bắc Đông Dương
Rừng ẩm cận nhiệt đới Bắc Đông Dương  là một vùng sinh thái rừng lá rộng ẩm cận nhiệt đới của miền bắc Đông Dương, bao gồm các phần của Việt Nam, Lào, Thái Lan, Myanmar và tỉnh Vân Nam của Trung Quốc.

## Tổng quan
Các khu rừng cận nhiệt đới Bắc Đông Dương phân bổ ở vùng cao nguyên phía bắc Đông Dương, kéo dài từ Đông Bắc Việt Nam, nơi chúng bao phủ phần trên của lưu vực sông Hồng và đến phía bắc dãy Trường Sơn, qua bắc Lào và cực bắc Thái Lan và đông nam tỉnh Vân Nam đến bang Shan ở phía đông Myanmar.
Rừng cận nhiệt đới Bắc Đông Dương là một sự chuyển tiếp giữa các khu rừng nhiệt đới của Đông Dương và các khu rừng cận nhiệt đới và ôn đới của Trung Quốc và cao nguyên Tây Tạng.